# 모리스 조베르
모리스 조베르(Maurice Jaubert, 1900년 - 1940년)는 프랑스의 작곡가이다. 연극 및 영화 음악을 다수 작곡했다.
장 비고 등 시적 현실주의의 대가들과 일한 것으로 유명하다.
1931년부터 1915년까지 영화관에서 음악감독으로 일하며 아르튀르 오네게르, 다리우스 미요 등의 작품을 지휘했다.
장 비고의 품행제로 (1933년 영화)에서는 느린 화면에 녹음된 소리를 거꾸로 재생시켜 구체음악에서 즐겨 사용된 테크닉을 예견하였다.
프랑수아 트뤼포는 1970년대 말에 조베르의 음악을 많이 사용했다.